# ジョナサン・ウィンタース
ジョナサン・ウィンターズ（Jonathan Winters,  1925年11月11日 - 2013年4月11日）は、アメリカ合衆国の俳優・コメディアン・声優である。

## 来歴
1925年、オハイオ州のベルブルックに生まれる。母親はラジオのパーソナリティとして活躍し、父親は保険のセールスマンで、イギリスとスコットランドの家系だった。7歳の頃に両親が別居し、その後は母親に連れられて同州のスプリングフィールドへ転居し、母方の祖母と暮らした。地元の高校へ進学するも、その後退学し、アメリカ海兵隊へ入隊。二年半過ごした間には第二次世界大戦へも従軍した。除隊後は大学へ戻り、漫画技法を学ぶ。
後にショービジネスの世界へ関わるようになり、地元オハイオ州においてラジオのパーソナリティやコメディアンとして才能を発揮。しばらくしてから少額の軍資金と共にニューヨークへ渡り、友人の家を転々としながら、ナイトクラブのスタンダップ・コメディアンとしての機会を得、テレビ番組などへも出演するようになった。初期の頃には、東映で製作されたアニメ映画版の『西遊記』(1960年)の英語吹替え版などへもクレジットされている。徐々にお茶の間にもその人気が浸透し始めてからは、テレビドラマや映画など数多くの分野で活躍する俳優としての地位を確立。また同時にジョニー・カーソンなどの人気司会者がホストのトークショーなどへも度々出演し、更なる人気を博した。また1981年から出演したテレビドラマシリーズ『モーク&ミンディ』で共演したロビン・ウィリアムズとは親交が深く、二人の友人関係はウィンターズが死去するまで続いた。ウィンターズ自身は死去する2013年まで精力的に芸能活動を続け、遺作はニール・パトリック・ハリスら出演の『スマーフ2 アイドル救出大作戦!』となった。

### 私生活
1948年にEileen Wintersと結婚して、2児の父親となった。夫婦関係は2009年に妻が死去するまで続いた。

### 死去
2013年にカリフォルニア州のモンテシーロで、老衰のために家族に看取られながら死去。87歳だった。

## 出演作品

### 映画
- おかしなおかしなおかしな世界 It's a Mad, Mad, Mad, Mad World (1963)
- ラブド・ワン The Loved One (1965)
- アメリカ上陸作戦 The Russians Are Coming the Russians Are Coming (1966)
- 美人泥棒 Penelope (1966)
- Oh Dad, Poor Dad, Mamma's Hung You in the Closet and I'm Feelin' So Sad (1967)
- 一家8人逃亡す Eight on the Lam (1967)
- 空に消えた100万ドル Now You See It, Now You Don't (1968) ※テレビ映画
- Viva Max (1969)
- The Fish That Saved Pittsburgh (1979)
- 続ミスター・ウエストの奇妙な冒険 More Wild Wild West (1980) ※テレビ映画
- E. Nick: A Legend in His Own Mind (1984)
- 不思議の国のアリス Alice in Wonderland (1985)
- ギャンブル・ブラザース/穴馬勝負 The Longshot (1986)
- セイ・イエス/2億5000万ドルの結婚 Say Yes (1986)
- パラドールにかかる月 Moon Over Parador (1988)
- フリントストーン/モダン石器時代 The Flintstones (1994)
- シャドー The Shadow (1994)
- ロッキー&ブルウィンクル The Adventures of Rocky & Bullwinkle (2000)
- Swing (2003)
- Cattle Call (2006)

### 声の出演
- 西遊記 Alakazam (1960)
- Freedom Is (1976)
- I Go Pogo (1980)
- The Pound Puppies (1985) ※テレビ映画
- スター・フェアリーズ Star Fairies (1985) ※テレビ映画
- スマーフクエスト Smurfquest (1986)
- The Little Troll Prince (1987)
- 'Tis the Season to Be Smurfy (1987)
- Alice Through the Looking Glass (1987)
- The Wish That Changed Christmas (1991)
- タイニー・トゥーン アドベンチャーズ・サマーバケーション Tiny Toon Adventures: How I Spent My Vacation (1992)
- 泥棒と靴屋 The Thief and the Cobbler (1993)
- Yogi the Easter Bear (1994)
- スマーフ The Smurfs (2011)
- スマーフ2 アイドル救出大作戦! The Smurfs 2 (2013)

### テレビドラマ
- Omnibus (1954)
- おとぎの国 Shirley Temple's Storybook (1960)
- ミステリー・ゾーン Twilight Zone (1961)
- Wait Till Your Father Gets Home (1974)
- ディズニーランド Disneyland (1977)
- アロハ・パラダイス Aloha Paradise (1981)
- モーク&ミンディ Mork & Mindy (1981 - 1982)
- Davis Rules (1991 - 1992)
- Life with Bonnie (2002)

### テレビアニメ
- Linus! The Lion Hearted (1964)
- The Completely Mental Misadventures of Ed Grimley (1988)
- スマーフ Smurf (1989)
- Gravedale High (1990)
- Garfield and Friends (1990)
- タイニー・トゥーンズ Tiny Toon Adventures (1990)
- リトル・ドラキュラ Little Dracula (1991)
- Fish Police (1992)
- アニマニアックス Animaniacs (1994)
- ぎゃあ!!!リアル・モンスターズ Aaahh!!! Real Monsters (1994)
- キャプテン・プラネット Captain Planet and the Planeteers (1995)
- ジョニー・ブラボー Johnny Bravo (1997)

## 作品
- Mouse Breath, Conformity and Other Social Ills (1965)
- ジョナサン・ウィンタースのクリスマス・キャロル （1990年にNPR用に録音、2007年にCD化）